# 아리스티드스 페레이라
아리스티드스 마리아 페레이라(포르투갈어: Aristides Maria Pereira, 1923년 11월 17일~2011년 9월 22일)는 카보베르데의 초대 대통령으로, 1975년부터 1991년까지 그 권한을 맡았다.
페레이라는 1923년 11월 17일 카보베르데의 보아비스타섬에서 태어났다. 1940년대 후반부터 그는 카보베르데 기니비사우 독립 아프리카 당에서 활동하였다. 당시 그는 '알프레두 방구라(Alfredo Bangura)'라는 별명으로 활동하기도 했다. 독립 후 그는 대통령이 되었다.
그러나 대통령이 된 이후 그의 정치는 독재로 흘러들어갔다. 정권을 잡은 페레이라는 우선 카보베르데가 사민주의 국가임을 선포하였고, 카보베르데 기니비사우 독립 아프리카 당에 의한 일당제 정치를 실시하였다. 그 무렵 그는 기니비사우와의 통합을 기대하였으나, 조앙 비에이라가 일으킨 쿠데타로 인해 루이스 카브랄이 추방당하면서 모든 것이 결렬되었다. 1981년 기니비사우와 공식 결별 이후에도 자신이 소속한 당의 이름을 카보베르데 독립 아프리카 당으로 개명하였으나, 일당제 정치를 계속 유지하였다.
일당제 사회주의 정권에 대한 반발이 심해지자 페레이라는 다당제와 자본주의를 도입하였다. 1991년 선거에 출마하였으나, 안토니우 몬테이루에게 크게 패배하여 사임하였다.
2011년 9월 22일 포르투갈의 코임브라에서 사망하였다.